# Gosberg
Gosberg ist ein Gemeindeteil der Gemeinde Pinzberg im Landkreis Forchheim (Oberfranken, Bayern).
Das  Kirchdorf liegt etwa 1,5 km nordöstlich von Pinzberg. Die Kreisstadt Forchheim ist 5 km entfernt. Im Südwesten grenzt der Hirtenbach an, ein Quellfluss der Regnitz.
Erstmals erwähnt wurde der Ort im Jahr 1062, als König Heinrich IV. dem Bistum Bamberg Gosberg und etliche weitere Ortschaften übertrug. Gosberg wurde damals Gozzespuhel (Hügel des Götz) genannt.
Am 1. Mai 1978 wurde die Gemeinde Gosberg im Zuge der Gemeindegebietsreform nach Pinzberg eingegliedert.
Der Ort hat seine landwirtschaftliche Struktur bis heute erhalten.
Die Staatsstraße 2236 verläuft hindurch; innerhalb mündet die Kreisstraße FO 2. Im Nordwesten führt die Bahnstrecke Forchheim–Behringersmühle mit dem Haltepunkt Gosberg vorbei.